# 竹間淳
竹間 淳（ちくま じゅん）は、日本のアラブ音楽演奏家（ナイ奏者）・作曲家。女性。

## 略歴
チュニジアのチュニス国立高等音楽院にてナイ奏法や作曲技法などを学ぶ。その後、ウード奏者の松田嘉子と共にアラブ古典音楽のアンサンブル「Le Club Bachraf」（ル・クラブ・バシュラフ）、アラブ音楽と伝統邦楽の融合を試みた室内楽集団「アンサンブル・ヤスミン」を結成する。現在まで、国内外の様々なコンサートやイベントに演奏者として参加している。
一方で本業とは別にCM・映画・ゲームなど様々な作品の劇伴も担当しており、竹間がボンバーマンシリーズに提供した楽曲やハドソンのタイトルに提供した楽曲は特に有名である。ファミリーコンピュータ用ソフト『ボンバーマン』は、竹間のゲーム音楽におけるデビュー作でもある。当時のクレジットでは、「Chiki」「Atsushi Chikuma」「Jun Chiki Chikuma」などという表記になっている作品も存在する。

## 作品（作編曲・参加作品）

### ゲーム

#### ボンバーマンシリーズ
全てハドソンより発売。
- ボンバーマン（ファミリーコンピュータ）
- ボンバーボーイ - ボンバーマンモード
- ボンバーマン（PCエンジン）
- ボンバーマンII
- ボンバーマン'93
- スーパーボンバーマン - 一部楽曲
- ボンバーマン'94
- Mega Bomberman - 『ボンバーマン'94』の移植版。日本国内未発売
- ボンバーマン ぱにっくボンバー - 一部楽曲
- スーパーボンバーマン ぱにっくボンバーW - 一部楽曲
- スーパーボンバーマン3 - 星恵太（ハドソン）と共作
- とびだせ!ぱにボン - 一部楽曲
- スーパーボンバーマン4
- サターンボンバーマン - 作曲、編曲、演奏
- ボンバーマンビーダマン - スーパーバイザー
- スーパーボンバーマン5
- サターンボンバーマンファイト!! - バトルBGM、しろボン・くろボン連勝演出BGM
- ポケットボンバーマン - 一部楽曲
- ボンバーマンワールド - 山本裕直（ハドソン）と共作
- ボンバーマンヒーロー ミリアン王女を救え!
- ボンバーマン (PlayStation) - 一部楽曲
- ボンバーマンクエスト - バトルBGM
- ボンバーマンストーリー - バトルBGM
- ボンバーマン64 - ボンバーマン・ノーマルBGM

#### その他のゲーム
- 高橋名人の冒険島（ハドソン）
- ドラえもん（ハドソン）
- ドラえもん 迷宮大作戦（ハドソン）
- ファザナドゥ（ハドソン）
- 邪聖剣ネクロマンサー（ハドソン）
- 魔境伝説（ビクター音楽産業） - 滝本利昭（ハドソン）と共同制作
- ネクタリス（ハドソン）
- ネオ・ネクタリス（ハドソン）
- クリスタルビーンズ フロム ダンジョンエクスプローラー（ハドソン） - 鶴由雄、増子司、BANG HEADSと共同制作
- ドレミファンタジー ミロンのドキドキ大冒険（ハドソン）
- 銀河お嬢様伝説ユナ Mika Akitaka Illust Works（ハドソン）
- ネクタリス（ハドソン） - PlayStation版
- ネクタリスGB（ハドソン）
- ワンダーボーイIII モンスター・レアー（PCE CD-ROM2版、ハドソン） - 編曲
- ソニックと秘密のリング（セガ） - Le Club Bachrafとして6曲を収録
- 天外魔境 第四の黙示録（ハドソン） - Dr.Mが笛を吹くシーンにてナイを演奏

### アニメ
- Bビーダマン爆外伝 - 1～9話の劇半を貫田顕勇とともに担当
- VIRUS - ナイ演奏で2曲参加
- 約束のネバーランド - 第2期、ナイ演奏で参加（作曲：小畑貴裕）[1]

### CD・LP
- ボンバーマン名曲集&オリジナル・サウンド・トラック - PCエンジン版『ボンバーマン』、ファミコン版『ボンバーマン』のBGMを収録。
- Mr.B・Bee ボンバーマン - オリジナル作曲。
- SUPER BOMBERMAN 3 Original Sound Track - 『スーパーボンバーマン3』のサウンドトラック。星恵太（ハドソン）と共作。
- 天外魔境ZERO デジタルリミックス - スペシャルサンクス。
- "BOMBERMAN HERO" Original Sound Track - 『ボンバーマンヒーロー ミリアン王女を救え!』のサウンドトラック。
- ボンバーマン・ザ・ミュージック - シリーズの楽曲を竹間淳作曲のものを含めて多数収録。
- TEN PLANTS - 収録曲『イスムル・ハヤート』を作曲。
- Missing - Saju トライアードのセカンドアルバム。ナイ演奏で参加。
- ふつうの唄/MAI YAMANE WITH NEW ARCHAIC SMILE - ナイ演奏で参加。
- FNATRANCE - ナイ演奏で参加。
- Irāvatī - 林原めぐみのソロアルバム。「魂のルフラン (Aqua Groove Mix)」にナイ演奏で参加。
- VINTAGE A - 林原めぐみのベストアルバム。「魂のルフラン (Aqua Groove Mix)」を収録。
- 雨月譜 - 菅原久仁義のための「言葉の夜」（菅原久仁義に献呈）を収録。
- Masters of Zen - 雨月譜のフランス盤。
- Musique classique de Tunisie et d'Egypte - Le Club Bachrafの一員として参加。
- SEVEN RINGS IN HAND - 『ソニックと秘密のリング』のサウンドトラック。Le Club Bachrafの一員として参加。
- 高橋名人伝説 -魂の16連射- - 高橋名人のリミックスアルバム。「冒険島サンバ!!」「ウィー・アー・ザ・ボンバーMEEEEEN!!」のオリジナル作曲（『高橋名人の冒険島』『ボンバーマン』）を担当。
- RAP GIFT EP - らっぷびとのミニアルバム。「ボンバーマンらっぷ」のオリジナル音楽（『スパボン3』など）の作曲。
- TREE OF LIFE - SUGIZOのアルバム。「MISSING LINK」にナイ演奏で参加。
- FLOWER OF LIFE - SUGIZOのアルバム。「CONSCIENTIA」にナイ演奏で参加。
- コンサート・アット・ダール・ラシディーヤ - Le Club Bachrafの2013年に開かれたチュニジア公演ライブの録音盤。
- Fethno - 小泉文夫没後30年を節目としたコンサートの録音盤。Le Club Bachrafとして4曲参加。
- SEPHIROT - SUGIZOのアルバム。「IRA」にナイ演奏で参加。
- UNIVERSAL MUSIC JAPAN - SUGIZOのアルバム。「PHENIX～HINOTORI～ feat. Toshi」にナイ演奏で参加。
- June Chikuma/Les Archives - 竹間淳によるLPアルバム。
- MIDINIZE四 - 収録曲「Political Kermitness」を作曲（June Chikuma名義）。